# ویتلینگن
ویتلینگن (به آلمانی: Wittlingen) یک شهر در آلمان است که در لوراخ واقع شده‌است. ویتلینگن ۹۳۵ نفر جمعیت دارد.